# ABEX GO GO
ABEX GO GO(アベックス・ゴー・ゴー)とは、1997年に活動開始した阿部義晴とSPARKS GO GOによる180日期間限定ユニット。
レコード会社はSony Records。所属事務所はHit&Run。結成当初、ユニット名を“ABEX TRACKS”とするアイディアも出されたが自主規制されたという逸話もある。

## 経歴
- 1995年

5月 阿部、スパゴーのライブを見学しシビれる。
6月 阿部の作品「愛の温泉」に、橘厚也が参加。
12月 阿部のライブにスパゴーがゲスト出演。
- 1996年

5月 阿部からジョイントの企画が持ち出され、直接、八熊にTELをしその旨を告げる。
6月 スタジオにて初セッション。
9月 ABEX GO GOとしてレコーディング開始。
12月 スパゴーのライヴにてアンコールでABEX GO GOが初ライブ敢行。
- 1997年

2月 1stシングル「おせわになりました」でデビュー。
3月 1stアルバム「ABEX GO GO」リリース
4月 ライヴツアー開始
7月 2ndシングル「夏の大将」とビデオ「生どり」をリリースし活動終了。
- 2006年

9月 阿部義晴生誕40年記念として開催されたライブイベント「阿部義晴音楽祭～仲間とノリノリ40祭」にて、9年振りにABEX GO GOとして演奏する。
- 2009年

10月 SPARKS GO GOの主催イベント「SHINKIBA JUNCTION 2009“また倶知安じゃないジャン!”」にて、阿部がゲストとして出演し「おせわになりました」を披露。
- 2010年

9月 SPARKS GO GOの主催イベント「SPARKS GO GO 20th Anniversary Special JUNK! JUNK! JUNK! ∞ 2010」にて、阿部がゲストとして出演し「夏の大将」を披露。
- 2015年

9月 SPARKS GO GOの主催イベント「SPARKS GO GO 25th Anniversary Special JUNK! JUNK! JUNK! ∞ 2015」にて、ABEDONがゲストとして出演し「夏の大将」「あいのうた」「Toy Jump」を披露。
- 2016年

7月 ユニコーン主催イベント ABEDON50祭「サクランボー/祝いのアベドン」に、ABEX GO GOとして出演。開催記念ムービーとして「TOY JUMP」のMV（2016年制作：スタジオでのワンカメ撮影）がYouTubeで公開。

## 作品

### シングル
1. おせわになりました（SRDL-4338 1997年2月21日）
2. 夏の大将（SRDL-4362 1997年7月1日）

### アルバム
1. ABEX GO GO（SRCL-3770 1997年3月21日）

### VHS
1. 生どり（1997年7月1日）
ライブ、ミュージック・ビデオ、インタビュー、オフショットなどバンドの軌跡を綴った作品。
2007年に発売されたDVD「阿部義晴 ヴィジュアルコレクション」に全編が収録されている。

## タイアップ一覧
| 使用年 | 曲名               | タイアップ                                            |
| ------ | ------------------ | ----------------------------------------------------- |
| 1997年 | おせわになりました | 日本テレビ系『ひらめけ!発明大将軍』エンディングテーマ |
| 1997年 | 夏の大将           | ミニストップ「ハロハロ」CMソング                      |